# Angelca Škufca
Angelca Škufca, znana tudi kot Mleščevska Angelca, * 20. december 1932, Spodnje Brezovo pri Višnji Gori, † 9. november 2020, slovenska kmetica in ljudska pisateljica.

## Otroštvo
Rojena je bila 20. decembra 1932 na Spodnjem Brezovem pri Višnji Gori revni družini.Njena mati in oče sta bila kmeta.Imela je trinajst bratov in sester.Ko je imela tri leta, so jo starši skupaj z enim od bratov poslali od doma k teti in stricu, ki sta živela v bližnji vasi, Dednem Dolu. Stric, mlinar, je bil brat njene matere, teta, kmetica, pa je bila sestra njenega očeta.Nista imela otrok. Pri njih Angelca ni trpela pomanjkanja, vendar je morala že kot otrok trdo delati na kmetiji in v mlinu.V osnovno šolo je hodila štiri leta.Njeno nadaljno šolanje je prekinila druga svetovna vojna.

## Delo
Po koncu šolanja je ostala s stricem in teto. Delala je na njuni kmetiji in mlinu.Zelo rada je brala in si pridobila dovolj bogat besedni zaklad in kljub pomanjkljivi formalni izobrazbi široko razgledanost.Ko sta se teta in stric postarala, je skrbela zanju.Po njuni smrti je ostala sama na samotni kmetiji z mlinom, kjer zaradi oddaljenosti od strnjenega naselja ni bilo niti elektrike.Ko se je tehnika dovolj razvila, so ji priskrbeli sončno celico, da je imela lahko luč v hiši.Vse življenje je kmetovala in priložnostno zmlela, kar so ji prinesli.Živela je sama z več psi.

## Bolezen
Pri osemindvajsetih je zbolela. Postala je nemočna, hitro je bila utrujena in po vsem telesu je imela bolečine.Hodila je na razne preglede in preiskave, ki pa niso pokazale ničesar, tako da so jo nekateri obtoževali, da si izmišljuje. Pošiljali so jo k psihiatrom in ji predpisovali zdravila, ki so ji škodila.Šele po desetih letih jo je oseba s podobnimi težavami seznanila z zdravnikom, ki ji je končno postavil diagnozo. Že četrt ure potem, ko je vzela zdravilo, ki ji ga je predpisal, je občutila olajšanje.Včlanila se je v društvo mišičnih bolnikov in v Krščansko bratstvo bolnikov in invalidov. Dolgo se ni mogla sprijazniti s tem, da je njena bolezen neozdravljiva, dokler se ni udeležila romanja bolnikov in invalidov na Brezjah. Tam je spoznala ljudi, ki so bili še huje bolni od nje.O tem je pozneje dejala v pogovoru za revijo Oznanjenje: »Začetek pri osemindvajsetih letih je bil res težak. … Tedaj, ko nisem poznala mladega človeka bolnega, se nisem mogla sprijazniti z boleznijo. … Pater Simon Ašič (ki je bil njen spovednik in prijatelj) je bil prvi, ki mi je pomagal, da sem prišla v stik z bolniki. Bila sem na srečanju na Brezjah, ki ga že vrsto let prireja Ognjišče. Ko sem videla invalide na vozičkih, ko so mi na obisk pripeljali invalida, sem pomislila, kaj bi ta dal, da bi še hodil. Tako sem kmalu znala sprejemati, biti hvaležna Bogu za to, kar še imam moči in zdravja.«

## Pisateljevanje
Pisati je začela potem, ko je prebirala zgodbe v Kmečkem glasu. Poslala je na časopis vprašanje zdravniku. Ta ji je slabo odgovoril, nakar je ona odgovorila in za odgovor dobila honorar.To jo je spodbudilo, da je napisala še nekaj zgodbic, ki so ji jih objavili. Tako se je leta 1962 začelo njeno pisateljevanje.Znala zelo dobro opazovati in izraziti to, kar je izvedela ali spoznala. V njenih črticah je tudi precej verskega občutja. Zgodbe je objavljala v Ognjišču, Kmečkem glasu in Prijatelju.Objavljala je tudi različne članke, na primer v Cerkvenem glasbeniku .Leta 1997 je pri Cistercijanski opatiji Stična izšla njena prva zbirka črtic z naslovom Šopek cvetja in trnja.Leta 2002 je pri založbi Ognjišče izšla zbirka njenih črtic Božji mlini, leta 2014 pa pri založbi Salve še knjiga Moj apostolat.

## Poznejše življenje in smrt
Leta 2020 se je  Angelca Škufca prselila v dom starejših občanov.Dokler je mogla, je pisala. Njena zadnja zgodba z naslovom Bomo šli kmalu v nebesa je bila objavljena v novembrskem Ognjišču 2020.Umrla je 9. novembra 2020.

## Izdana dela
- Šopek cvetja in trnja (Stična, Cistercijanska opatija, 1997)[1][4]
- Božji mlini (Koper, Ognjišče, Društvo distrofikov Slovenije, 2002)[1][4]
- Moj apostolat (Ljubljana, Salve, 2014)[1][4]